# Deutz AG
Deutz AG er en tysk producent af forbrændingsmotorer. Virksomheden blev etableret af Nikolaus August Otto, opfinderen af firtaktsmotoren, og hans partner Eugen Langen 31. marts 1864 som N. A. Otto & Cie. I 1869 skiftede den navn til Gasmotoren-Fabrik Deutz, navngivet efter Deutz-bydelen i Köln.